# أندرو بالين
أندرو بالين (بالإنجليزية: Andrew Ballen)‏ (و. 1973 – م) هو رجل أعمال من الولايات المتحدة الأمريكية ولد في مانهاتن.

## التعليم
تعلم في جامعة ولاية كارولينا الشمالية في تشابل هيل.